# SchücoArena
Die SchücoArena (traditionell (Bielefelder) Alm oder Alm-Stadion; im Grundbuch Stadion an der Melanchthonstraße) ist das Fußballstadion des Deutschen Sportclubs (DSC) Arminia Bielefeld. Das Stadion an der Melanchthonstraße bietet 27.332 Zuschauern Platz (19.392 Sitz- und 7.940 Stehplätze), womit es das größte Stadion der Region Ostwestfalen-Lippe ist.

## Standort und Verkehrsanbindung
Das Stadion zeichnet sich durch seine innerstädtische Lage aus und befindet sich im Stadtbezirk Mitte inmitten eines Wohngebietes. Es ist in ca. 18 Minuten zu Fuß vom 1,5 km entfernten Bielefelder Hauptbahnhof aus zu erreichen. Die Stadtbahn Bielefeld bedient das Stadion über die Linie 3 (U-Bahn-Haltestellen „Nordpark“ und „Wittekindstraße“) und 4 (U-Bahn-Haltestelle: „Rudolf-Oetker-Halle“). Vor und nach Heimspielen von Arminia Bielefeld verkehren die Bahnlinien 1–4 zwischen ihrer eigentlichen Endhaltestelle und der Endstation Lohmannshof (4) beziehungsweise dem Wendegleis zwischen den beiden Verkehrsgleisen kurz nach dem Aufgang aus dem Tunnel in die Stadt zwischen den Haltestellen Graf-von-Stauffenberg-Straße und Rudolf-Oetker-Halle. Die Linienführung führt auch weiter zur Universität, wo durch mehrere Parkhäuser und Parkplätze ausreichend Stellplätze für PKW zur Verfügung stehen.

## Geschichte

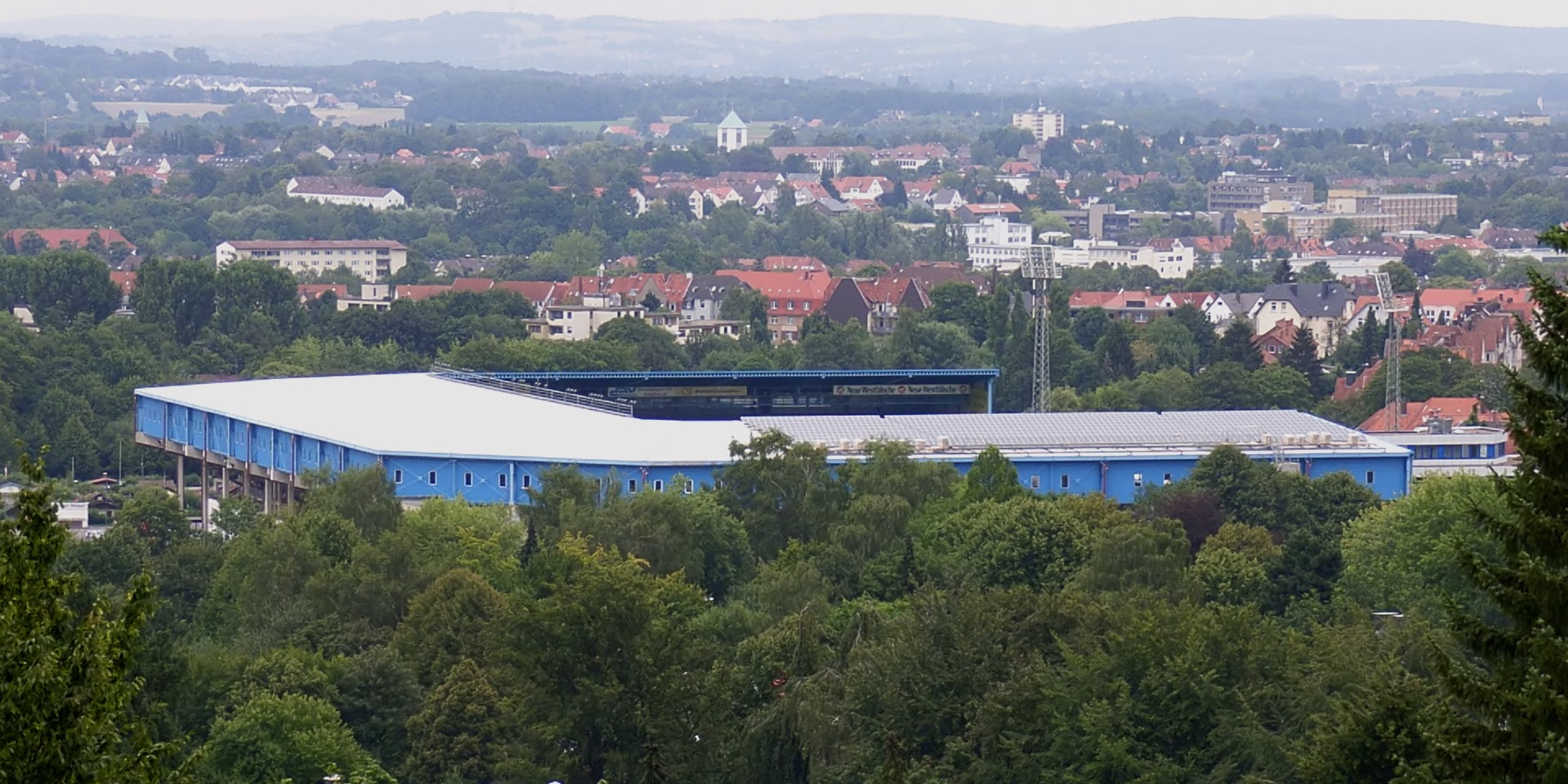
Südwest-Ansicht vor dem Neubau der Osttribüne

### Namensgebung
Über die Frage, wie es Mitte der 1920er-Jahre zu dem für ein Stadion außergewöhnlichem Namen „Alm“ kam, kann heute nur noch spekuliert werden. Nach der am häufigsten genannten Version geht der Name auf das Vereinsmitglied Heinrich Pehle zurück, der beim Anblick des Geländes „Hier sieht es ja aus wie auf der Alm.“ sagte. Eine zweite Variante geht auf ein Zitat des späteren Vereinsführers Karl Demberg zurück („Lasst sie man kommen, auf unserer Alm werden wir sie schon knicken!“). Die Handballabteilung des Vereins hatte stets die Urheberschaft der Namensgebung für sich reklamiert.
Humorvolle Zeitgenossen behaupten, dass das Stadion deshalb „Alm“ heiße, weil es der höchstgelegene Bundesliga-Spielort sei – man brauche dort ein Jahr für den Aufstieg und ein Jahr für den Abstieg.
Seit dem 13. Januar 2004 ist das Unternehmen Schüco International KG Namenssponsor der Spielstätte. Im September 2024 wurde der 2025 auslaufende Vertrag um drei Jahre bis 2028 verlängert.

### Entwicklung (1926–1970)

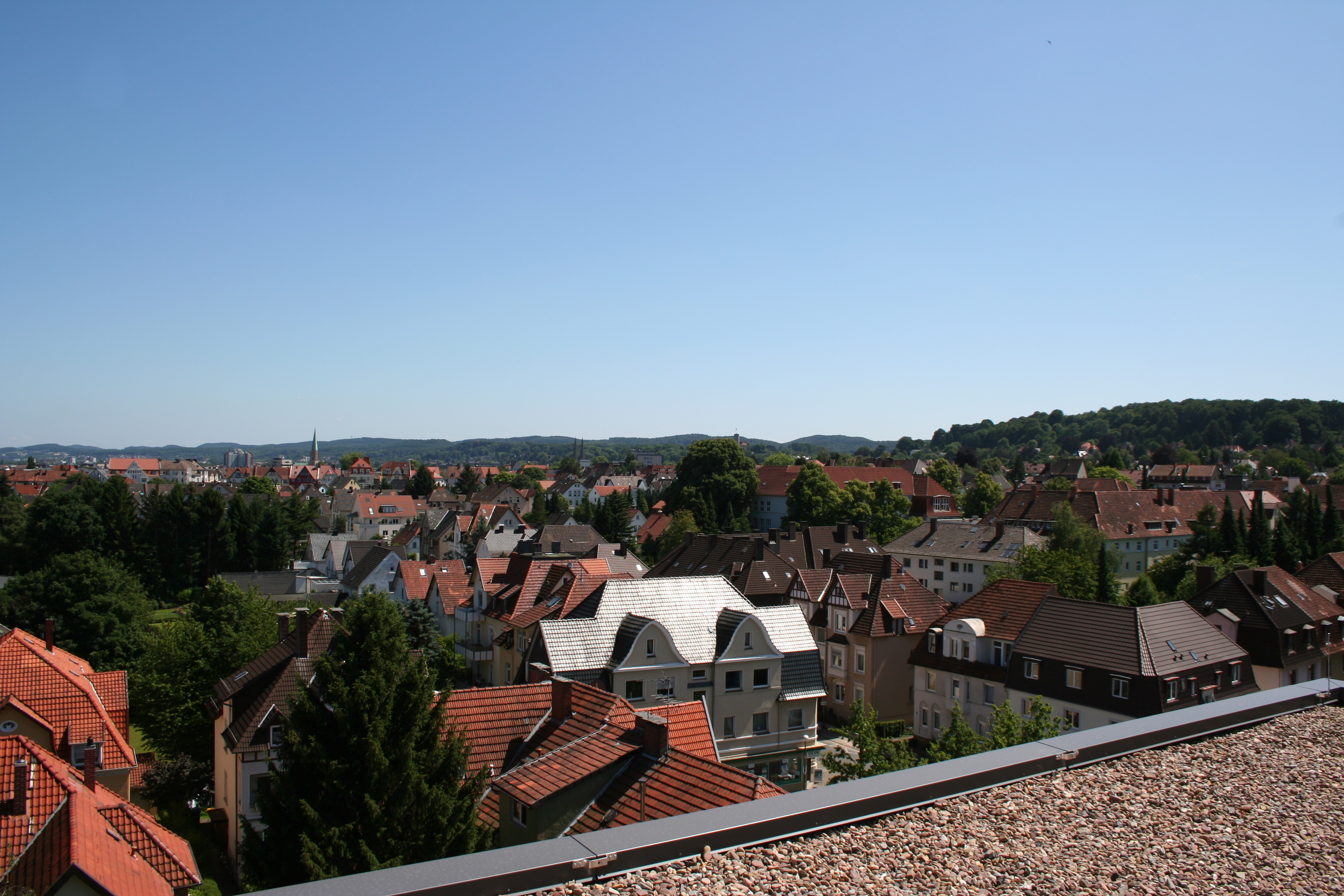
Ein Stadion mitten in der Stadt. Blick von der neuen Haupttribüne auf den Bielefelder Westen.

Schematische Darstellung der Stadion-Aufteilung

Seit der Vereinsgründung nutzte die Bielefelder Arminia mehrere Sportplätze in der Stadt. Mitte der 1920er-Jahre stellten die Handballer des Vereins den Kontakt zu einem Bauern namens Lohmann her. Die Arminia erwarb für 100 Jahre die Pacht an einem bisher landwirtschaftlich genutzten Gelände. Mit einem Fußballstadion im heutigen Sinne hatte die Alm damals nicht viel gemeinsam. Die Spielfläche glich einem Acker. Der Boden war uneben und eine Rasenfläche gab es höchstens in der Nähe der Außenlinien. Bei Regen sammelte sich das Wasser in unzähligen kleinen Furchen. Um das Spielfeld herum wurden Erdwälle aufgeschüttet, die als Zuschauerränge dienten. Umkleidekabinen gab es nicht. Während die Handballer eine Gartenlaube in der Nachbarschaft des Stadions nutzen konnten, mussten sich die Fußballer bis weit in die 1960er-Jahre in der etwa 300 Meter von der Alm entfernten Gaststätte Scholle (später Schütze) umziehen.
Am 1. Mai 1926 trugen die Fußballer des DSC Arminia ihr erstes Spiel auf der „Alm“ aus. Vor 2.000 Zuschauern konnten die Gäste von Victoria Hamburg mit 5:1 gewinnen. Die Handballabteilung hatte bereits vorher schon auf der Alm gespielt. Über Gegner und Ergebnisse ist jedoch nichts bekannt. Die Handballer waren es auch, die mit den Gegebenheiten der Alm besser zurechtkamen. Während des Zweiten Weltkrieges wurde die „Alm“ von einer Bombe getroffen. Die Schäden hielten sich jedoch in Grenzen. Dafür wurden große Teile der Umzäunung demontiert und als Heizmaterial verwendet. Nachdem die Arminia 1949 in die Oberliga West aufstieg, wurden nur leichte Veränderungen am Stadion vorgenommen. Noch immer hatte das Spielfeld keine einheitliche Rasenfläche und die Tornetze bestanden aus gespanntem Maschendraht. Im Jahre 1954 beschloss die Stadt, die „Alm“ in einem Vierjahresplan zu einem „Zwischenstadion“ auszubauen.
Auf der gesamten Spielfläche des Stadions wurde Rasen eingesät. Im Bereich der heutigen Haupttribüne wurden die Ränge durch Betonstufen befestigt. Der damalige Stadionsprecher Albrecht Lämmchen arbeitete zu jener Zeit unter abenteuerlichen Bedingungen. Seine Ansagen machte er von einem Kassenhäuschen aus und erhielt die Informationen für seine Ansagen per Handzeichen.
Nachdem die Arminia in der Saison 1966/67 Herbstmeister der Regionalliga West wurde, kamen Gerüchte auf, dass der Verein bei einem etwaigen Aufstieg in die Bundesliga ins Herforder Jahnstadion ausweichen müsse. Die Modernisierung der Alm geriet zum Zankapfel zwischen dem Verein und der Stadt. Als Kompromiss wurde die Südtribüne gebaut, auf der 3.000 Stehplätze zur Verfügung standen. Selbst nach diesem Ausbau konnte kein exaktes Fassungsvermögen ermittelt werden.

### Ausbau für die Bundesliga (1970–1996)

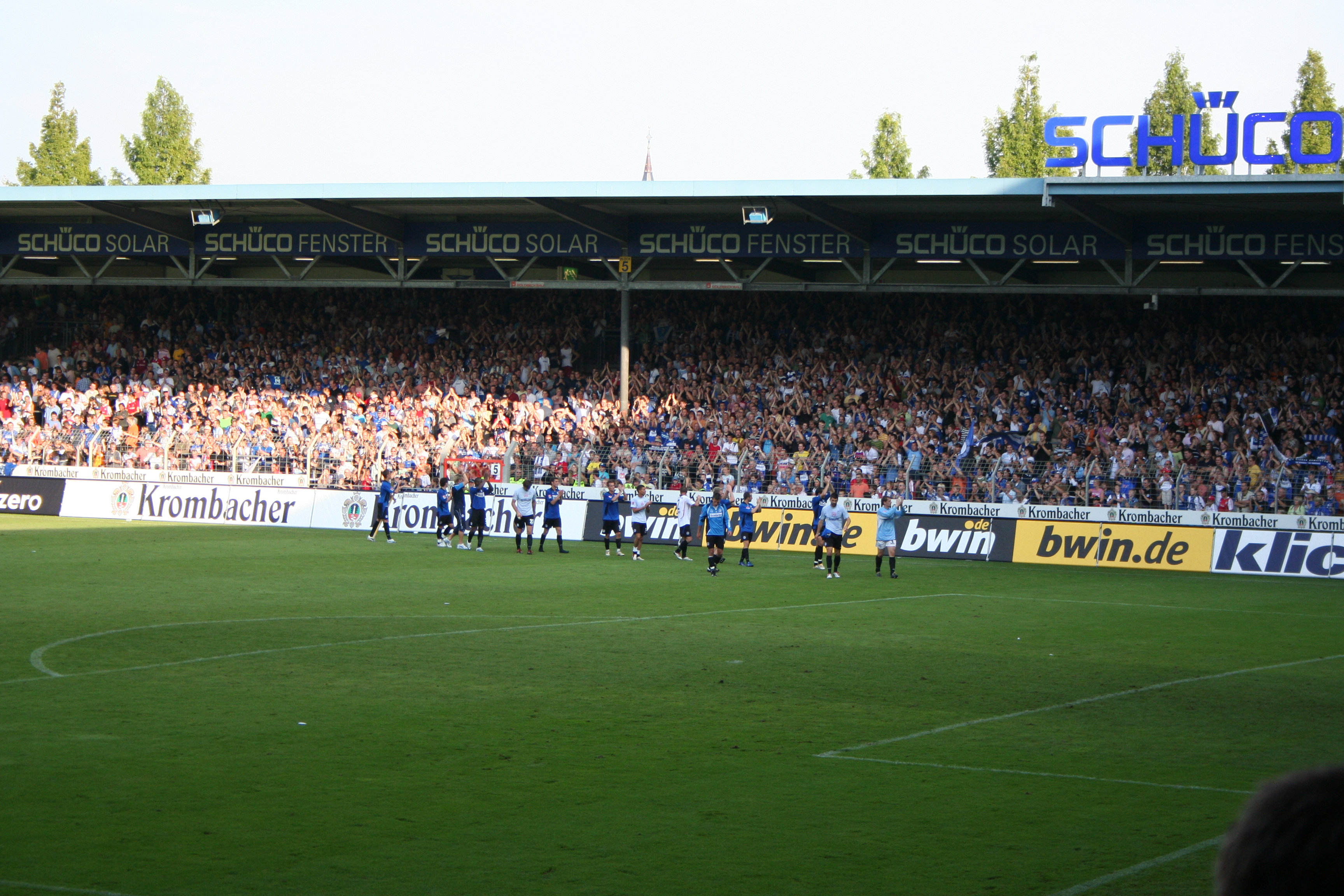
Die im Jahr 2007 abgerissene Osttribüne

1970 stieg der DSC schließlich in die Bundesliga auf und die „Alm“ wurde grundlegend ausgebaut. An der Westseite des Stadions wurde eine überdachte Sitzplatztribüne und an der Ostseite eine große provisorische Stehplatztribüne aus Stahlrohrgerüsten errichtet. Durch diese Ausbauten wuchs die Kapazität des Stadions auf 30.000 Plätze. Im Herbst 1970 wurden zwei Flutlichtmasten mit einer Leistung von 1.500 Lux errichtet und am 4. Dezember 1970 fand das erste Flutlichtspiel auf der „Alm“ statt. Trotz widriger Wetterverhältnisse wollten 28.000 das Spiel gegen Hertha BSC sehen.
Die Spieler konnten als Umkleideräume nun die Kabinen in der hinter der Südtribüne stehenden „Almhalle“ nutzen. Durch einen Tunnel gelangten die Spieler an das Spielfeld. Zur Sicherheit wurde der Tunneleingang im Stadion durch Zäune und Stacheldraht gesichert. Insgesamt wurden für die Umbaumaßnahmen, die innerhalb weniger Wochen durchgeführt werden mussten, 1,5 Millionen Mark investiert.
Nach dem zweiten Aufstieg 1978 wurde das Fassungsvermögen des Stadions noch weiter erhöht, indem auch an der Nordseite eine große Stahlrohrtribüne errichtet wurde. Das erste Heimspiel der Saison 1978/79 gegen Schalke 04 sahen 34.882 Zuschauer, die größte bestätigte Zuschauerzahl der Vereinsgeschichte. Im November 1978 sollen über 35.000 Zuschauer die Partie gegen den 1. FC Kaiserslautern gesehen haben.
Nach der Katastrophe von Heysel am 29. Mai 1985 verschärfte der DFB die Sicherheitsanforderungen der Bundesligastadien. Neben der sportlichen Talfahrt der Arminia verfiel die „Alm“ immer mehr. Die nur als Provisorium gedachten Stahlrohrtribünen verrosteten und auf der Südtribüne herrschte Einsturzgefahr. Nach einer Ortsbesichtigung mussten alle Stehplatztribünen aus Stahlrohrbauweise entfernt werden, wodurch die Kapazität zunächst auf 15.000 sank. Eine neue überdachte Osttribüne wurde errichtet, diesmal in dauerhafter Bauweise aus Betonfertigteilen.

### Neubau der Nord-, West- und Südtribüne (1996–1999)

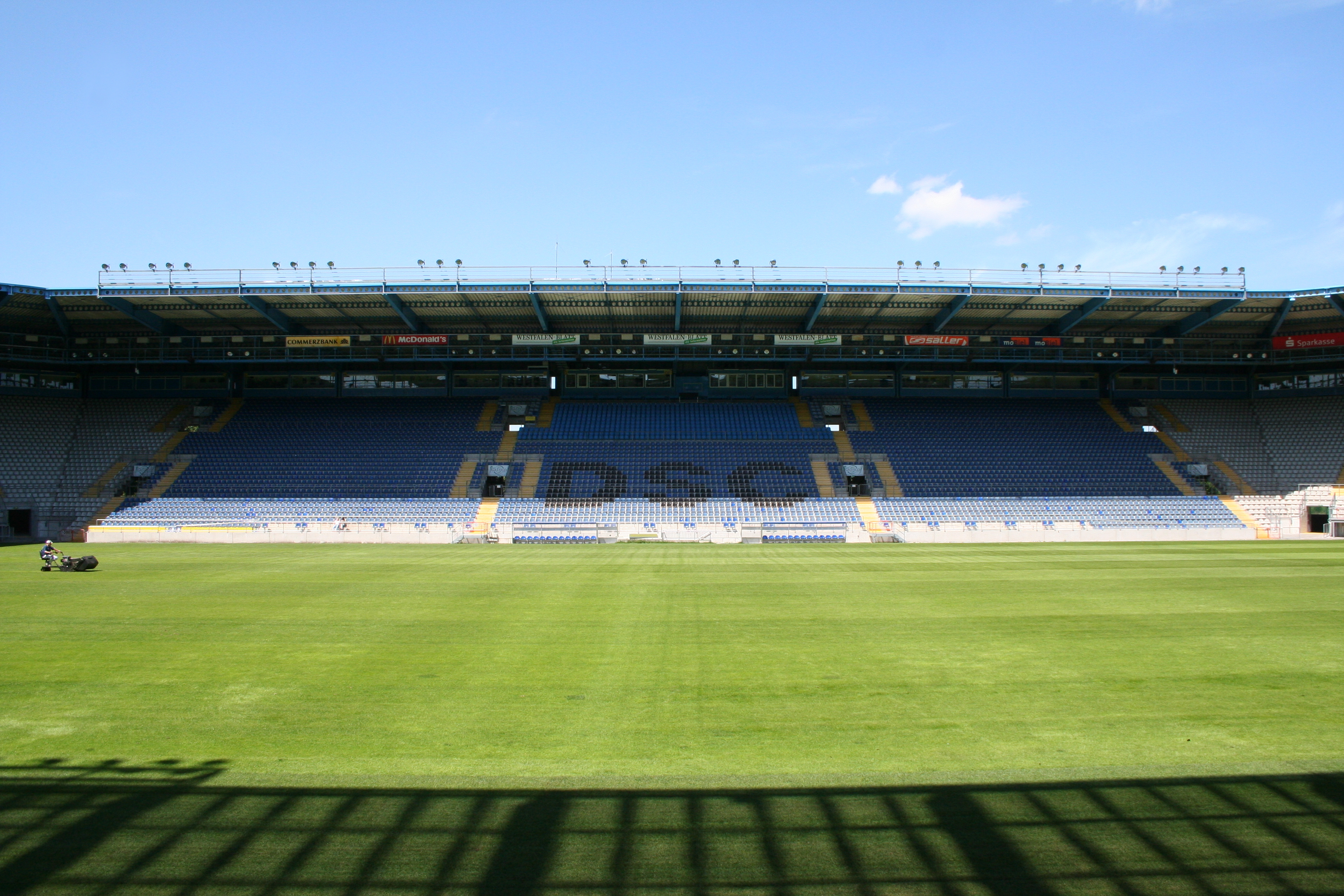
Westtribüne

Als die Arminia während der Saison 1995/96 aussichtsreiche Chancen auf den direkten Durchmarsch in die Bundesliga hatte, entbrannten neue Diskussionen über einen möglichen Aus- oder Neubau der „Alm“. Das Stadion befand sich zum damaligen Zeitpunkt nicht in einem bundesligatauglichen Zustand. Pläne über Neubauten im „Neuen Bahnhofsviertel“, einem ehemaligen innerstädtischen Industriegebiet, oder „auf der grünen Wiese“ zusammen mit dem FC Gütersloh wurden kontrovers diskutiert. Schließlich einigte man sich darauf, die „Alm“ Stück für Stück auszubauen.

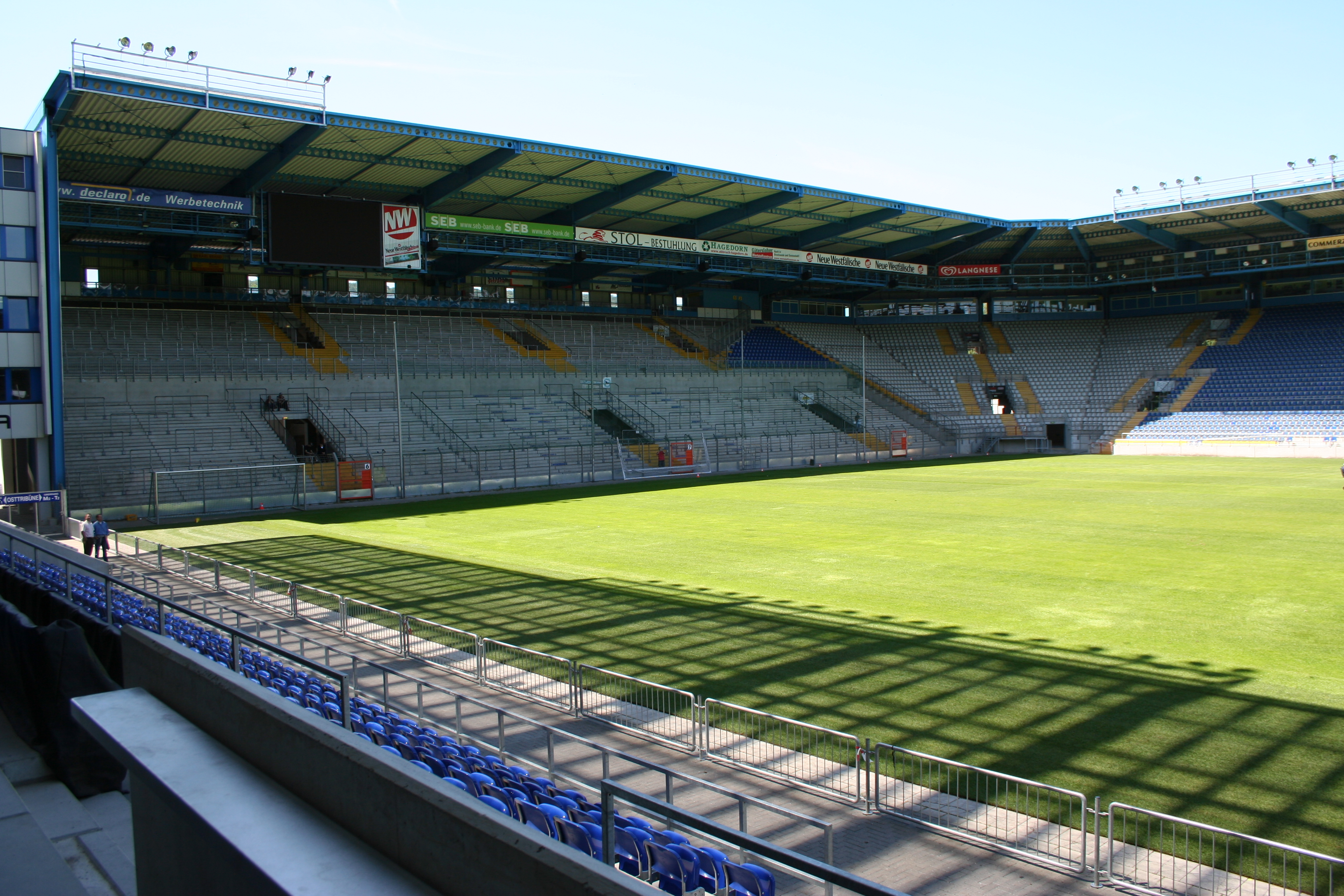
Südtribüne

Nach langen Verhandlungen mit den Anwohnern der Melanchthonstraße erreichte der Verein einen Kompromiss, der den Ausbau ermöglichte. Der Verein finanzierte die Ausbauvorhaben zu zwei Dritteln und erhielt dabei Bürgschaften von der Stadt Bielefeld und dem Land Nordrhein-Westfalen. Insgesamt kosteten die Baumaßnahmen 15 Millionen Mark. Nach dem Ende der Saison wurden die alten Nord- und Westtribünen abgerissen und durch neue überdachte Tribünen ersetzt. Die neuen Tribünen wurden in Fertigbauweise hergestellt und vor Ort zusammengesetzt. Die Zuschauerkapazität wuchs damit auf 22.512 Plätze.
In den Katakomben der Westtribüne entstanden moderne Umkleideräume sowie Presse- und VIP-Räume. Unter dem Dach wurden vierzig Logen errichtet. Außerdem erhielt die Alm zum ersten Mal eine elektronische Anzeigetafel. Nach dem letzten Heimspiel der Saison 1998/99 wurde die Rasenfläche komplett entfernt, damit die vom DFB vorgeschriebene Rasenheizung eingebaut werden konnte. Ein Jahr später wurde die Südtribüne abgerissen und passend zu den bestehenden neuen Tribünen neu aufgebaut. Auf dem Dach der Südtribüne wurde eine Solaranlage installiert. Die Kapazität stieg auf 26.601 Zuschauer, die die Heimspiele der Arminia fortan verfolgen konnten.
Im Sommer 2000 wurde zwischen der Süd- und Osttribüne die neue Geschäftsstelle des Vereins errichtet. Juristisch gesehen gehört der Gebäudeteil allerdings nicht zum Stadion.

### Neubau der Osttribüne (2006–2008)

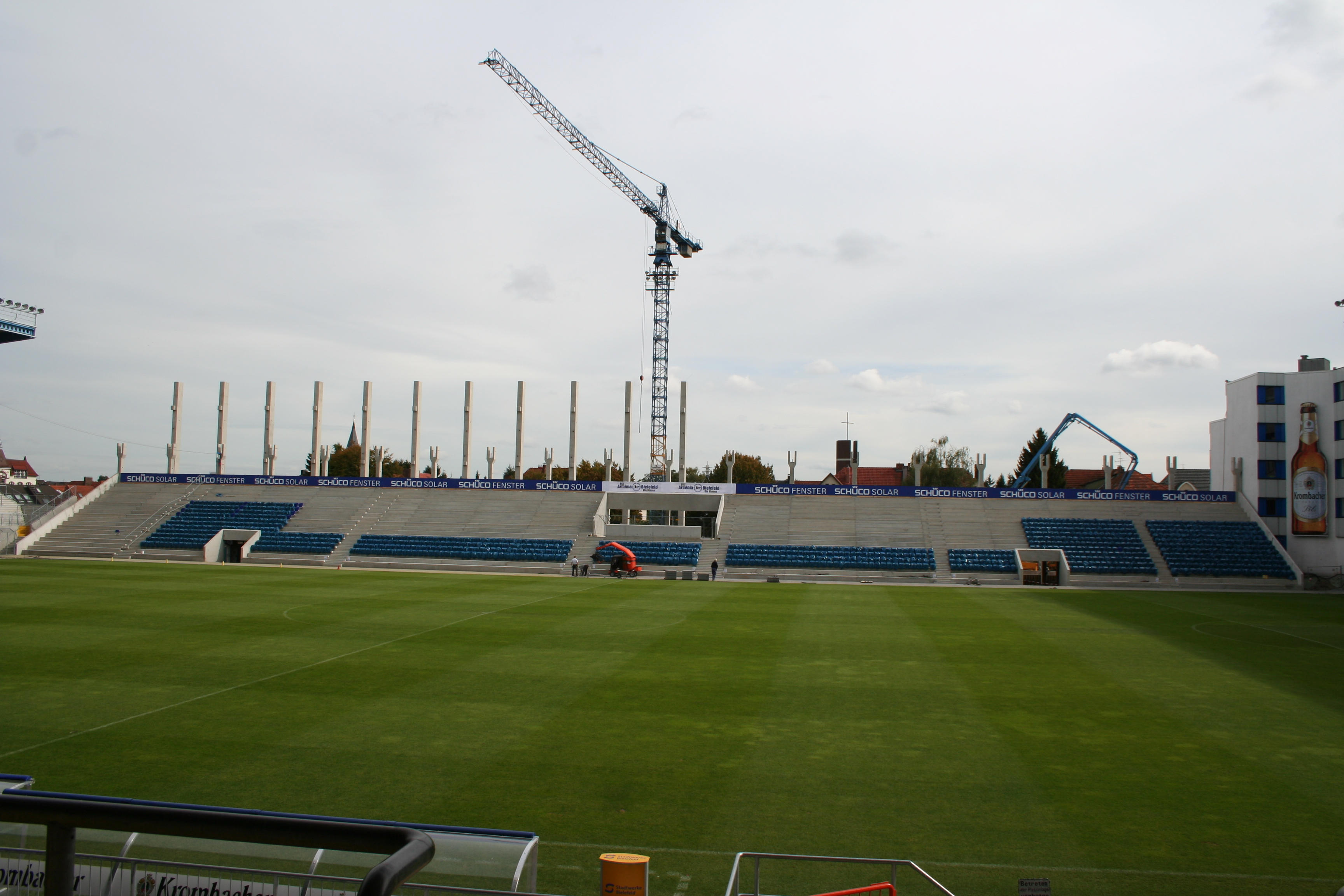
Im Bau befindliche Osttribüne am 21. September 2007. Zu sehen ist der schon fertiggestellte und teilweise bestuhlte Unterrang.

Die letzte Ausbaustufe – der Neubau der Gegengeraden – wurde nach dem Abstieg 2003 vorerst nicht weiter verfolgt; mit der Realisierung wurde schließlich im Mai 2006 begonnen. Die Initialzündung für den Ausbau gaben gesetzliche Vorgaben bezüglich des Lärmschutzes. Im Zuge des Ausbaus wurde die Gegentribüne abgerissen und eine neue Haupttribüne als reiner Sitzplatzbereich errichtet. Außerdem wurde die Südtribüne in eine reine Stehplatztribüne umgewandelt. Die Zuschauerkapazität steigerte sich damit auf 27.300 Plätze. Die ursprünglich angedachte Erhöhung auf 28.008 Plätze konnte aufgrund baubehördlicher Auflagen nicht verwirklicht werden.
Vor dem Bau regte sich von Seiten der Anwohner Widerstand und mehrere Klagen verzögerten das Projekt. Durch ein Mediationsverfahren am Verwaltungsgericht Minden konnte eine einvernehmliche Lösung mit den Anwohnern gefunden werden.

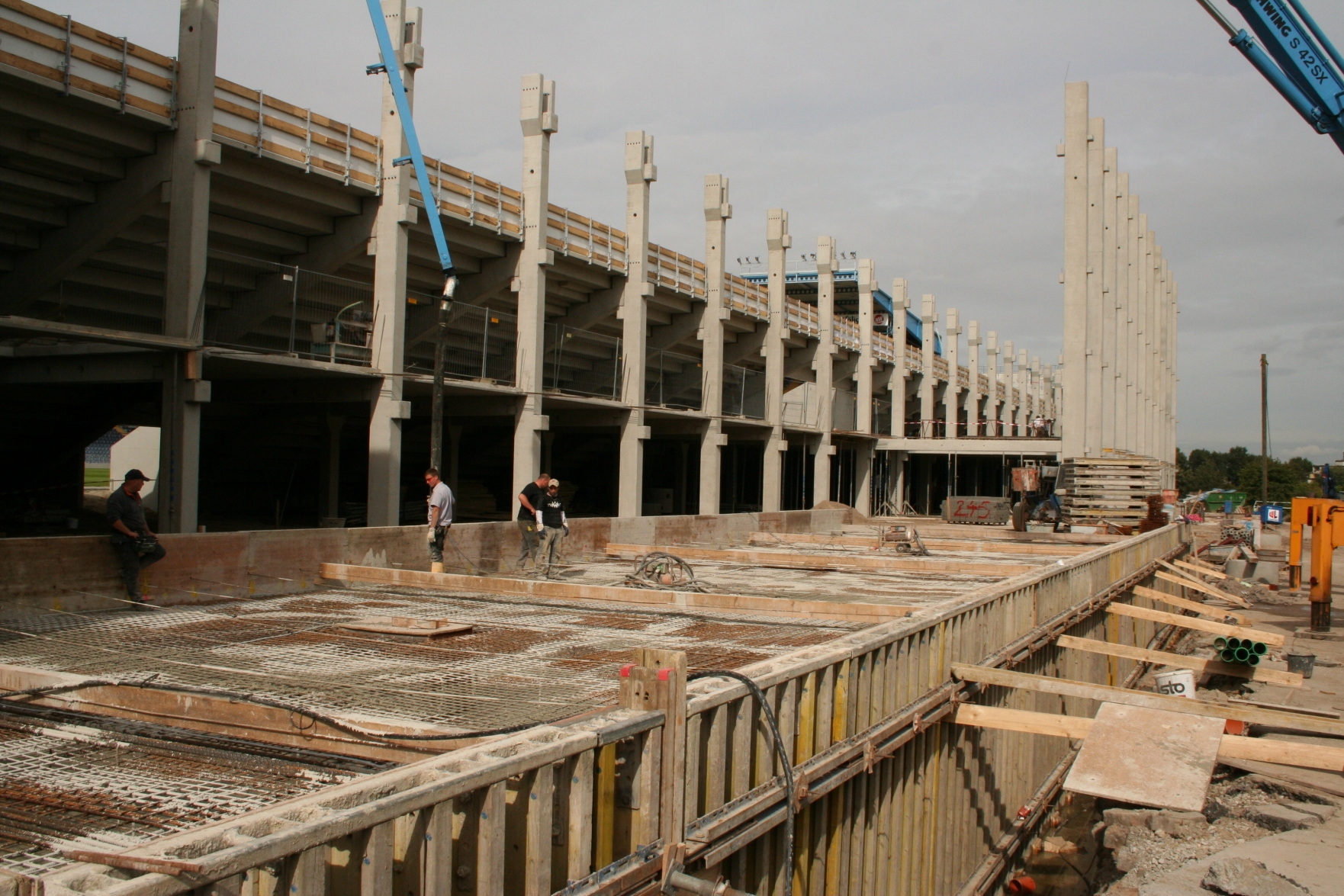
Im Bau befindliche Osttribüne (Rückansicht) am 21. September 2007.

Nachdem aufgrund des ungeklärten Konflikts mit den Anwohnern zwischen den ersten beiden Heimspielen der Spielzeit 2006/2007 vorerst nur die Südtribüne in eine komplette Stehplatztribüne umgewandelt wurde, begann der endgültige Ausbau erst Anfang Juni 2007 mit dem Abriss der alten Osttribüne. Obwohl die Baugenehmigung seit Mitte April 2007 vorlag, setzte der Verein für die restlichen drei Heimspiele auf die Unterstützung der Osttribüne.

Seit Beginn der Spielzeit 2007/08 war der bereits fertiggestellte Unterrang der neuen Haupttribüne abschnittweise der Nutzung zugeführt worden. Im März 2008 wurde dann auch der Oberrang für die Zuschauer geöffnet, womit das Stadion annähernd sein geplantes Fassungsvermögen erreicht hatte. In den folgenden Wochen wurde der Innenausbau (Logen, Fanshop, Büroräume) vollendet.

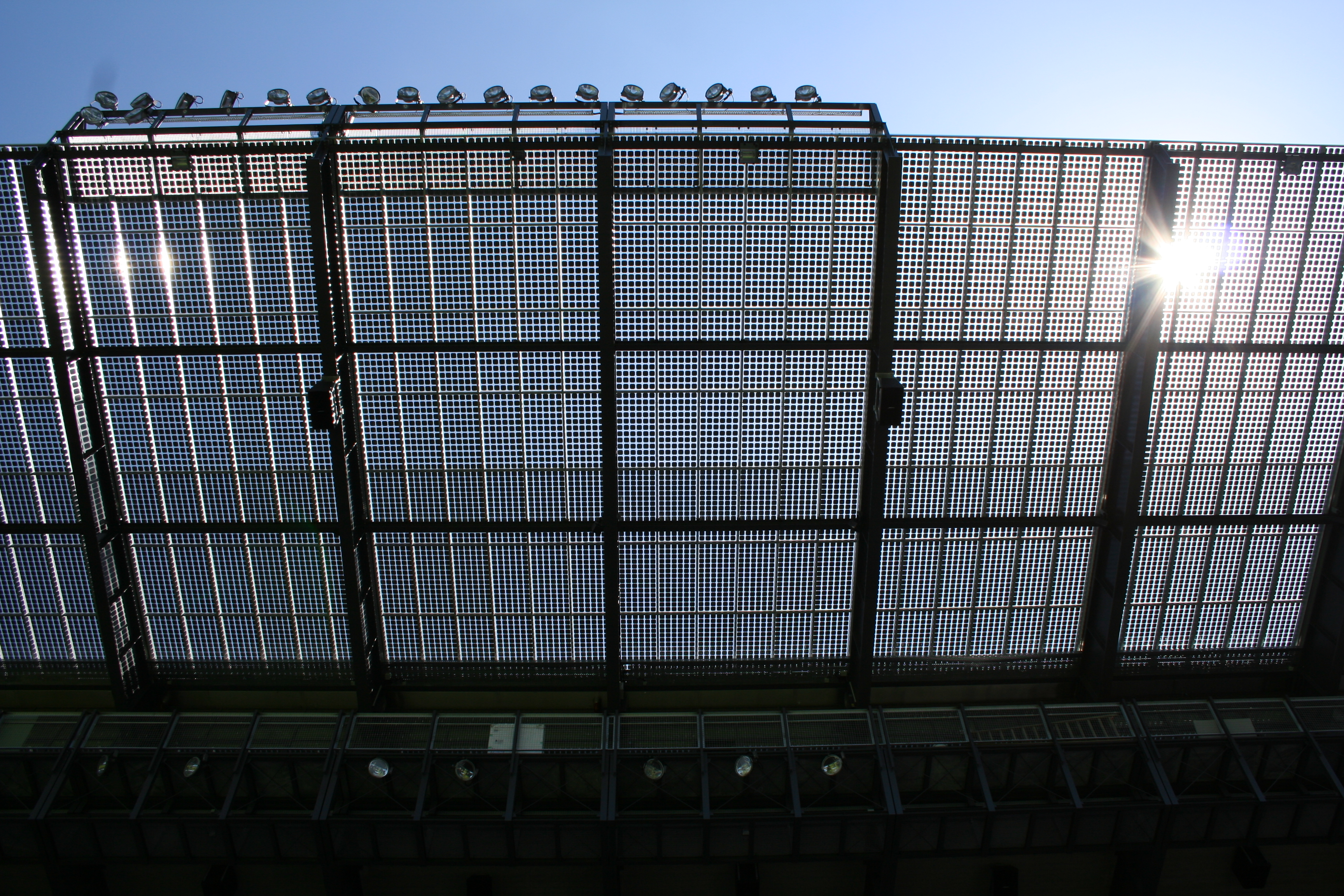
Die neuartige Solardachkonstruktion der Haupttribüne

 Besonderes Merkmal der neuen Tribüne ist unter anderem die Glasdachkonstruktion, in die eine neuartige Form von Solarzellen eingebaut wurde. Die Solarzellen zeichnen sich dadurch aus, dass sie nicht auf das Dach montiert werden mussten, sondern in dieses integriert wurden. Die Umbauarbeiten konnten wochentags von der Südtribüne aus beobachtet werden. Zudem gab es auf der Vereinshomepage eine Webcam, die rund um die Uhr Bilder der Baustelle lieferte.
Die offizielle Einweihung des Stadions wurde am 1. Juni 2008 im Rahmen eines Konzertes von Herbert Grönemeyer vollzogen. Schon vor dem Beginn des eigentlichen Ausbaus wurde der Umbau der Westtribüne zur Schaffung neuer Plätze für die Rollstuhlfahrer, die sich bislang auf der Osttribüne befanden, abgeschlossen. Die Kapazität der Rollstuhlfahrerplätze erhöhte sich von 30 auf 41, dazu kommt die gleiche Anzahl an Plätzen für Begleitpersonen.
Die Finanzierung des Ausbaus wurde zum einen durch Anleihen von Fans (Aktion „Bau auf Blau“) und zum anderen durch ein besonderes Stadionkonzept realisiert, das eine Kombination aus moderner Zuschauertribüne und Bürokomplex vorsieht. In der zweiten Etage ist eine Bürofläche von 1460 m² (3 Büroeinheiten) vermietet worden, in der oberen Etage eine Fläche von 1100 m² (6 Büroeinheiten).
Der Bau der Tribüne sollte ursprünglich 11 Millionen Euro kosten, verteuerte sich durch Fehlplanungen aber auf 19 Millionen Euro, was einer der Gründe für die finanzielle Krise des Vereins Arminia Bielefeld ab dem Jahr 2010 ist.

### Verkauf (seit 2018)
Am 12. November 2018 gab der Verein bekannt, dass das Stadion an die Bündnis Alm GmbH verkauft wird, deren Gesellschafter zu je 50 Prozent die 3BO GmbH und die STBO GmbH sind. Gesellschafter der 3BO GmbH sind vier in der Immobilienbranche tätige Unternehmer. Gesellschafter der STBO GmbH sind die Dr. August Oetker KG, die Gauselmann-Gruppe, die DMG Mori AG, die Böllhoff Gruppe, die JAB Josef Anstoetz KG und die Möller Group. Arminia Bielefeld hat mit der Bündnis Alm GmbH einen Mietvertrag über 15 Jahre geschlossen, mit einer vereinsseitigen Verlängerungsklausel von zweimal fünf Jahren. Zudem verfügt der DSC über ein Rückkaufsrecht nach fünf Jahren sowie über ein dauerhaftes, exklusives Vorkaufsrecht.
Im Juli 2019 richtete Arminia Bielefeld als erster deutscher Proficlub einen gesonderten Bereich ein, um Autisten einen problemlosen Stadionbesuch zu ermöglichen. Oberhalb der Nordtribüne wurde in zwei Panoramaboxen ein Aufenthalts- und ein schallisolierter Snoezelraum eingerichtet, in denen die Spiele unter professioneller Aufsicht verfolgt werden können.

## Veranstaltungen

### Fußballländerspiele
Bereits mehrfach war die SchücoArena Austragungsort von Länderspielen.
Die deutsche Fußballnationalmannschaft der Amateure spielte zwischen 1974 und 1978 insgesamt vier Mal auf der damaligen „Alm“. Am 31. März 1974 wurde die englische Amateurauswahl mit 3:1 geschlagen (Tore: Ewald Hammes, Charly Körbel und Heinz Traser). Ein Jahr später folgte ein torloses Remis gegen Spanien. Das dritte Spiel fand am 21. September 1977 gegen Frankreich statt und wurde mit 2:0 gewonnen (Tore: Matthias Herget und Hansi Müller). Die letzte Partie der deutschen Amateurauswahl, die in Bielefeld ausgetragen wurde, war der 2:1-Sieg gegen die chinesische A-Nationalmannschaft am 26. September 1978. Neben Werner Dressel erzielte Lokalmatador Helmut Schröder ein Tor.
Erst 14 Jahre später kehrte eine deutsche Nationalmannschaft auf die Alm zurück. Am 22. Dezember 1992 besiegte die männliche U-21 im Rahmen der Qualifikation zur Europameisterschaft 1994 Albanien mit 4:0. Die Tore vor 3000 Zuschauern erzielten Heiko Herrlich (2) sowie Marco Haber und Markus Münch. Ein zweites Länderspiel der männlichen U-21 fand am 17. Februar 2004 statt. Durch ein Tor von Bastian Schweinsteiger wurde die Schweiz vor 3150 Zuschauern in einem Freundschaftsspiel mit 1:0 besiegt.
Die deutsche Frauennationalmannschaft gab am 31. März 1994 erstmals ihre Visitenkarte auf der Alm ab. Der 12:0-Sieg vor 2000 Zuschauern im EM-Qualifikationsspiel gegen Wales war bis 2003 der höchste Sieg der deutschen Frauenauswahl. Maren Meinert und Bettina Wiegmann trafen je dreimal. Jeweils zwei Tore erzielten Silvia Neid und die ehemalige Bundestrainerin Martina Voss. Dazu kam je ein Treffer von Steffi Jones und Heidi Mohr. Am 25. Februar 2009 spielte die deutsche Frauennationalelf in einem Testspiel gegen China. Das Spiel vor 17.300 Zuschauern endete 1:1, den deutschen Treffer erzielte Inka Grings. Zum dritten Mal auf der Alm spielte die deutsche Frauen-Auswahl am 31. Mai 2012 im Rahmen der Qualifikation zur Europameisterschaft 2013 gegen Rumänien. Beim 5:0-Sieg vor 8183 Zuschauern trafen dreimal Alexandra Popp sowie je einmal Linda Bresonik und Dzsenifer Marozsán. Am 24. November 2017 traf die deutsche Auswahl vor 6505 Zuschauern auf Frankreich und gewann mit 4:0. Alexandra Popp und Svenja Huth trafen je zweimal. Das fünfte und bislang letzte Länderspiel fand im Rahmen der Qualifikation zur Weltmeisterschaft 2023 am 9. April 2022 gegen Portugal statt. Vor 7364 Zuschauern siegte die deutsche Mannschaft durch Tore von Lena Oberdorf, Klara Bühl und Felicitas Rauch mit 3:0.

Logo der U-20-WM der Frauen

Im Jahr 2006 traf im Rahmen der Fußball-WM der Menschen mit Behinderung die deutsche Mannschaft in Bielefeld auf Russland. Im letzten Gruppenspiel gewann sie durch ein Tor von Andreas Timm mit 1:0 und sicherte sich den Sieg in der Vorrundengruppe A. Das erste A-Länderspiel in der SchücoArena fand am 20. Mai 2008 statt; in dem Freundschaftsspiel standen sich die Mannschaften der Türkei und der Slowakei gegenüber. Die Türken gewannen durch ein Tor von Hakan Kadir Balta mit 1:0.

### Weitere Fußballspiele
Anlässlich verschiedener DFB-Pokalspiele diente das Stadion ersatzweise als Heimspielstätte kleinerer Vereine, deren Stadien die zu erwartenden Zuschauermassen nicht hätten bewältigen können. So trat der SC Paderborn 07 im Jahr 2001 in der ersten Pokalrunde gegen den FC Bayern München auf der Bielefelder Alm an. Im Jahr 2008 trug der VfB Fichte Bielefeld sein Heimspiel gegen Borussia Mönchengladbach ebenfalls an der Melanchthonstraße aus. Auch die Frauenmannschaft von Arminia Bielefeld wich für DFB-Pokalspiele sowie Lokalderbys in der 2. Bundesliga mehrfach in die SchücoArena aus. Am 30. Juni 2020 trug der SC Verl sein Aufstiegsspiel zur 3. Liga gegen den 1. FC Lokomotive Leipzig in der SchücoArena aus. Grund für den Umzug der Verler war ein Corona-Ausbruchs bei der Firma Tönnies in Rheda-Wiedenbrück.

### U-20-Weltmeisterschaft der Frauen 2010
Im Jahr 2008 bewarb sich die Stadt Bielefeld mit der SchücoArena erfolglos als ein Austragungsort der Fußball-Weltmeisterschaft der Frauen 2011. Zwar gelangte die Bielefelder Bewerbung gemeinsam mit elf anderen Spielstätten in die letzte Bewerbungsrunde, schied dort jedoch am 30. September gemeinsam mit Magdeburg aus dem Wettbewerb aus. Das Stadion war unter dem Namen FIFA Frauen-WM-Stadion Bielefeld einer von vier Austragungsorten der U-20-Fußball-Weltmeisterschaft der Frauen 2010. Hier wurden sechs Vorrundenspiele, ein Viertelfinale, ein Halbfinale, das Spiel um Platz drei sowie das Finale ausgetragen.
Die deutsche Mannschaft gewann das Turnier durch einen 2:0-Finalsieg über Nigeria. Vor 24.633 Zuschauern erzielten Alexandra Popp und Kim Kulig die Tore für die deutsche Mannschaft. Unmittelbar zuvor sicherte sich die Auswahl aus Südkorea durch ein Tor von Ji So-yun den dritten Platz im Spiel gegen Kolumbien.

### Konzerte
Am 18. Juni 1989 spielten auf einem Konzert Joe Cocker, BAP, Suzanne Vega und Fischer-Z auf der damaligen „Alm“. Am 20. August 1988 gastierte dort Peter Maffay mit einem Konzert im Rahmen der Lange Schatten-Tour. Am 4. Juli 1992 gaben Roxette ein Konzert während ihrer Join the Joyride-Welttournee und am 18. September 1994 gastierte Meat Loaf im Zuge seiner Everything Louder-Tour auf der „Alm“. Im Rahmen des 100-jährigen Jubiläums des Vereins fand am 10. Juli 2005 ein Konzert des britischen Popsängers Elton John in der SchücoArena statt. Am 1. Juni 2008 feierte Arminia Bielefeld die Fertigstellung des Stadions mit einem Konzert von Herbert Grönemeyer vor 25.000 Zuschauern.
Anlässlich des 111. Geburtstags von Arminia Bielefeld fand am 4. Juni 2016 ein Jubiläumsfestival mit den Fantastischen Vier, Wirtz, Jamie-Lee Kriewitz, Shantallica, The BossHoss und Randale statt. 12.500 Zuschauer verfolgten das Festival in der SchücoArena, bei dem Philipp Köster und Jens Kirschnek durch das Programm führten.
Am 15. Juni 2024 spielte der Rapper Casper vor über 26.000 Zuschauern ein Konzert mit dem Titel „Verliebt in eine Stadt die es nicht gibt“. Als Gastsänger traten Drangsal, Thees Uhlmann, Lea, Tua, Lena Meyer-Landrut und Vincent Waizenegger auf. Das Konzert wurde aufgezeichnet und unter dem Titel Live in Bielefeld am 13. Dezember 2024 als Livealbum veröffentlicht und erreichte Platz eins der deutschen Albumcharts.